# AIKO KITAHARA BEST
『AIKO KITAHARA BEST』（アイコ・キタハラ・ベスト）は、北原愛子の1枚目のベスト・アルバム。

## 解説
- 2枚組で、新曲4曲を含む計34曲収録した初のベスト・アルバム。
- 初回生産分のみフォトブック「Photo Message IV」封入。
- プロモーションにおいては、同月にリリース及び同じベストアルバムで、同レーベルのthe★tambourines「my back tracks」と同様に独立UHF局を除く地上波、Music Freak Magazineを除く雑誌では一切公表しないスタンスを取った。

## 収録曲
全作詞：北原愛子

### DISC1
1. grand blue
作曲・編曲：徳永暁人
2. DA DA DA
作曲・編曲：徳永暁人
3. AMORE 〜恋せよ! 乙女達よ!!〜
作曲：平賀貴大　編曲：大賀好修
4. TANGO
作曲：徳永暁人　編曲：MissTy
5. SAMBA NIGHT
作曲・編曲：林良
6. Sun rise train
作曲：輝門　編曲：大賀好修
7. special Days!!
作曲・編曲：小澤正澄
8. サヨナラを告げた日が近すぎて
作曲：川島だりあ　編曲：清水俊也
9. 運命だとか奇跡だとか信じたい気分
作曲・編曲：小澤正澄
10. テ・ケロ テ・アモ 〜夏の夏の恋〜
作曲・編曲：大賀好修
11. 常夏のエトセトラ
作曲：當眞健司　編曲：小澤正澄
12. Crazy ↑↑↑
作曲・編曲：立山航洋
13. もう心揺れたりしないで
作曲：北原愛子　編曲：古井弘人
14. 春風が舞う頃には
作曲：長幸一　編曲：葉山たけし
15. Paradise☆
作曲：吉中ちむ　編曲：大賀好修
16. 夏だから!
作曲：川本宗孝　編曲：葉山たけし
17. Surfing in the Heaven　♡×♡
作曲：畑真也　編曲：長幸一

### DISC2
1. 世界中どこを探しても
作曲：北原愛子　編曲：葉山たけし
2. もしも生まれ変わったら もう一度 愛してくれますか?
作曲：中嶋康孝　編曲：スピカ
3. 思い出にスクワレテモ
作曲：三好誠　編曲：池田大介
4. その笑顔よ 永遠に
作曲：川島だりあ・倉田冬樹　編曲：古井弘人
5. この空の下で
作曲・編曲：綿貫正顕
6. 雨の中
作曲・編曲：小澤正澄
7. Message
作曲：小松未歩　編曲：豆田将
8. 虹色にひかる海
作曲：春畑道哉　編曲：徳永暁人
9. 向日葵のように
作曲・編曲：小澤正澄
10. Sea
作曲：宮崎直久　編曲：増崎孝司
11. 風のメロディー
作曲：Hiya & Katsuma　編曲：スピカ
12. もう一度 君に恋している
作曲：春畑道哉　編曲：長幸一
13. 冬うらら
作曲：大野愛果　編曲：葉山たけし
14. また会おうね
作曲：間島和伸　編曲：小澤正澄
15. cobalt blue
作曲：岡本仁志　編曲：葉山たけし
16. 眠れない夜のどこかで
作曲：中嶋康孝　編曲：スピカ
17. 明日遥か遠い海に辿り着けるように
作曲：三好誠　編曲：小澤正澄

## レコーディング参加
- 池田大介 - プログラミング、キーボード
- 大賀好修 - プログラミング、ギター
- 長幸一 - プログラミング
- 小澤正澄 - プログラミング、ギター
- 清水俊也 - プログラミング
- 立山洋航（THE LINDA!） - プログラミング、キーボード
- 徳永暁人（doa） - プログラミング、ギター、ベース、キーボード
- 林良（organs cafe） - プログラミング、キーボード
- 葉山たけし - プログラミング、ギター、ベース、チャランゴ、キーボード
- 古井弘人（GARNET CROW） - プログラミング、キーボード
- 豆田将 - プログラミング、キーボード
- 綿貫正顕 - プログラミング、ギター
- 中島康孝（スピカ） - ガットギター、ベース、コーラス
- 浜崎裕司（スピカ） - ギター
- 増崎孝司（DIMENSION） - ギター、パーカッション
- 中村潤（スピカ） - キーボード
- 田中領（スピカ） - ドラム、パーカッション
- 車谷啓介（三枝夕夏 IN db） - コンガ
- 岩井勇一郎（三枝夕夏 IN db） - コーラス
- 宇徳敬子 - コーラス
- 岡崎雪 - コーラス
- Rie - コーラス